# Rafael Celedón
Rafael Andrés Celedón Salazar (* 10. September 1979 in Santiago de Chile) ist ein ehemaliger chilenischer Fußballspieler. Der Mittelfeldspieler spielte für verschiedene Vereine in Chile.

## Karriere
Rafael Celedón, auch bekannt unter seinem Spitznamen Colorado, spielte für Klubs der Primera División und der Primera B in Chile. Der Mittelfeldspieler begann 1999 seine Karriere bei Deportes Melipilla und kam über Deportes Puerto Montt zum CD Cobreloa. Dort gewann er sowohl 2001 als auch 2002 die Liguilla zur Qualifikation für die Copa Libertadores. Bei der Copa Libertadores 2002 absolvierte Celedón vier Partien, schied mit seinem Klub im Achtelfinale aus. Seine Karriere beendete der Linksfuß 2012 bei San Marcos de Arica. In seiner letzten aktiven Saison konnte er die Meisterschaft der Primera B und den Aufstieg mit seinem Klub feiern.
Im Dezember 2012 nahm er an Freundschaftsspielen teil, um Spenden für lokale Schulen in Quillota zu sammeln.
Von 2017 bis 2019 war Celedón als Jugendtrainer beim CD Cobreloa tätig und wechselte er Anfang  2020 zu Coquimbo Unido, bei dem er als Co-Trainer beschäftigt war. Im September 2020 übernahm der frühere Mittelfeldspieler nach der Entlassung von Juan José Ribera interimsweise die Profimannschaft für ein Spiel. Seit Februar 2021 trainiert Celedón wieder die Jugendmannschaft von Coquimbo.

## Erfolge
San Marcos
- Chilenischer Meister der Primera B: 2012